# Mihai Balan
Mihai Balan (n. 15 februarie 1954, Trebujeni, raionul Orhei) este un diplomat român din Republica Moldova, director al Serviciului de Informații și Securitate al Republicii Moldova între 2012 și 2017. Anterior a fost ambasador al Republicii Moldova în Grecia, Cipru și Israel (de două ori), iar apoi consilier prezidențial pe politica externă (15 decembrie 2009 - august 2010).

## Biografie
Mihai Balan s-a născut pe 15 februarie 1954, în satul Trebujeni, raionul Orhei, RSS Moldovenească, Uniunea Sovietică. Între anii 1972-1974 a satisfăcut serviciul militar obligatoriu în termen. Între 1974-1979 a studiat la Universitatea de Stat din Moldova, Facultatea de Filologie (limba și literatura română, specialitatea jurnalism). Din 1979 până în 1980 a fost vicepreședinte al Comitetului Sindical al Universității de Stat din Moldova, ca apoi între anii 1980-1984 să fie președintele comitetului sindical. În aceeași ani (1980-1984) a fost lector la facultatea de jurnalism a Universității de Stat din Chișinău Între 1984-1990 a fost consilier și șef de secție în organele de partid (Chișinău). Din 1990 până în 1994 a lucrat în cadrul Ministerului Afacerilor Externe al RM: 1990-1992 — Șef de secție la direcția financiar–administrativă, 1992-1993 — șef-adjunct al Direcției Consulare, 1993–1994 — șeful Direcției Consulare. În anul 1992 a susținut cursuri diplomatice în cadrul Ministerului Afacerilor Externe al României, iar în 1994 - cursuri diplomatice în cadrul Ministerului Afacerilor Externe al Japoniei. Din 1994 până în 1995 a lucrat ca consilier, însărcinat cu afaceri a.i., Ambasada Republicii Moldova în Israel, iar între 1995 și 2001 a îndeplinit funcția de Ambasador Extraordinar și Plenipotențiar al Republicii Moldova în Statul Israel. Între 2001 și 2005 Mihai Balan a revenit la Ministerul Afacerilor Externe, fiind șef al Direcției Generale Consulare. Din ianuarie până în mai 2002 a fost la Centrul European de Studii în domeniul securității “George Marshal”, Garmisch, Germania. Între anii 2006–2008 a activat în sectorul privat. Din 2009 până în 2010 a fost Consilier al Președintelui Republicii Moldova Mihai Ghimpu pe probleme de politică externă și integrare europeană. Între 2010–2011 a activat ca Ambasador Extraordinar și Plenipotențiar al Republicii Moldova în Republica Elenă și Republica Cipru. În ianuarie–octombrie 2012 a activat în calitate de Ambasador Extraordinar și Plenipotențiar al Republicii Moldova în Statul Israel. La 25 octombrie 2012, prin Hotărârea Parlamentului Republicii Moldova Nr. 224, cu votul a 60 de deputați, a fost numit în funcția de Director al Serviciului de Informații și Securitate al Republicii Moldova.

## Viață personală
Mihai Balan este căsătorit cu vedeta de televiziune Ludmila Balan, cu care are 2 copii: cântărețul Dan Balan și prezentatoarea de televiziune Sanda Balan. Pe lângă limba maternă - româna, Mihai Balan mai cunoaște limbile engleză și rusă.